# David Lancaster
David Lancaster ist ein Filmproduzent, der bei der Oscarverleihung 2015 für die Produktion des Musikfilmdramas Whiplash zusammen mit Jason Blum und Helen Estabrook für den Oscar in der Kategorie Bester Film nominiert war. Lancaster war zwischen 2006 und 2014 einer der Leiter der amerikanischen Independent-Filmproduktionsfirma Bold Films und gründete im Juni 2014 seine eigene Firma Rumble Films. Er war seit seinem Karrierebeginn Mitte der 1980er Jahre an rund 40 Filmen und einigen Fernsehproduktionen beteiligt.

## Filmografie (Auswahl)
- 1985: Der Waschsalon (The Laundromat)
- 1986: Nacht, Mutter (’night, Mother)
- 1988: Two Idiots in Hollywood
- 1993: Blonder Todesengel (Quick)
- 1996: Cybertech P.D.
- 1998: The Sadness of Sex
- 1999: Loving Jezebel
- 2000: Second Skin – Mörderisches Puzzle (Second Skin)
- 2002: Lone Hero
- 2003: Consequence
- 2004: Dracula 3000
- 2004: Lovesong for Bobby Long (A Love Song for Bobby Long)
- 2004: Riding the Bullet
- 2004: Blast
- 2005: Slipstream – Im Schatten der Zeit (Slipstream)
- 2006: Hollow Man 2 (Hollow Man II)
- 2006: The Breed
- 2008: Starship Troopers 3: Marauder
- 2009: The Hole – Wovor hast Du Angst? (The Hole)
- 2010: Legion
- 2011: Drive
- 2013: Only God Forgives
- 2014: Whiplash
- 2014: Nightcrawler – Jede Nacht hat ihren Preis (Nightcrawler)
- 2015: Eye in the Sky
- 2015: No Escape
- 2016: Message from the King
- 2017: Small Crimes
- 2018: Donnybrook – Below the Belt (Donnybrook)
- 2019: The Burnt Orange Heresy
- 2019: Semper Fi
- 2022: Sanctuary